# Carepa (ort)
Carepa är en ort i Colombia.   Den ligger i departementet Antioquía, i den nordvästra delen av landet, 400 km nordväst om huvudstaden Bogotá. Carepa ligger 38 meter över havet och antalet invånare är 20 627.
Terrängen runt Carepa är platt, och sluttar västerut. Runt Carepa är det ganska tätbefolkat, med 83 invånare per kvadratkilometer. Närmaste större samhälle är Apartadó, 14,1 km norr om Carepa. Omgivningarna runt Carepa är en mosaik av jordbruksmark och naturlig växtlighet.